# 丘国富
丘国富（1909年—1981年），籍貫广东鎮平（今蕉嶺），出生于印度尼西亚西婆罗洲新党埠。

## 生平
1917年至1926年间丘国富曾回广东读书，后又返回印尼从商。曾任坤甸《诚报》社社长、坤甸中华商会与中华公会理事，国民党驻坤甸直属支部执委、常委。二战结束后移居雅加达，后又出任国民党驻雅加达直属支部执委、常委。他还是国民党十届中央委员会党务顾问、侨务委员会顾问、国民党十一大代表、雅加达孔教会理事长。